# I.F.F. - Industria Fototecnica Firenze
I.F.F. - Industria Fototecnica Firenze  è stata un'azienda di progettazione e produzione di materiale elettrico e d'illuminazione, ad uso fotografico, cinematografico, teatrale, elettronico e scientifico, con sede a Firenze, in Italia.

## Storia

### Dalla fondazione agli anni sessanta
La IFF venne fondata nel 1946 a Firenze, per costruire attrezzature fotografiche, ed in particolare ingranditori, diffusori, riflettori, proiettori, per il comparto del cinema e della fotografia, promuovendo il proprio campionario in riviste di settore. 
Negli anni cinquanta estese la propria attività per il mercato dei professionisti della fotografia, con la costruzione di accessori per fotocamere prodotte da altre aziende; un esempio è la torretta Liviar per quattro obiettivi da montare sulle Leica a vite, oppure la fotocamera per ritratti multipli di tipo fototessera, equipaggiata con quattro obiettivi per la ripresa contemporanea di quattro immagini su una lastra unica, fra i primi prodotti del genere.
Sotto la denominazione Sirio, estese la propria gamma di fari e luci per illuminare studi fotografici, teatrali e cinematografici.
Negli anni sessanta si dedicò al settore dei fotoamatori, con un reparto che si aggiunse a quello per i professionisti. 
In tale decennio, progettò anche dei bromografi (Eros “S”) che, utilizzando la tecnica della fotoincisione, servivano in fotografia, serigrafia, elettronica nella industria elettronica per la fotoincisione di circuiti stampati.
Continuò la produzione di apparecchiature professionali per l'illuminazione di set (fari spot per illuminazione, e prodotti più piccoli quali lo studiolampa), per i teatri, nonché per le specifiche esigenze delle prime reti televisive.

### Gli anni settanta
Il catalogo, negli anni settanta, includeva anche oggetti quali gli stabilizzatori di tensione per la luce di stampa e ingranditori a pantografo sempre più evoluti. 
L'agguerrita concorrenza portò la IFF inizia a sviluppare - a fianco dei fari e degli altri proiettori -  i primi prodotti per permettere a tali sistemi di illuminazione anche di essere movimentati, spostati e sollevati velocemente.

### Gli anni ottanta e novanta
Negli anni ottanta il settore professionale - che costituiva oramai il fulcro dell'attività di IFF - garantiva margini sempre più ristretti di guadagno. I costi di progettazione e produzione limitavano lo spettro dell'offerta dell'azienda, che proponeva il proprio Ampliator con formato 13x18, in un periodo in cui altre case offrivano macchine con la possibilità di lavorare fino al 30x30. Alla fine degli anni ottanta la maggioranza della azioni dell'azienda fu acquisita dalla Manfrotto.
Negli anni novanta, così, l'area commerciale della IFF era fortemente ridotta. L'azienda, in un progetto di ristrutturazione, puntò, nel corso del decennio, sul proprio know-how relativo ai pantografi, utilizzati, anche all'estero, per gestire l'illuminazione degli studi televisivi, oramai meccanizzata e sempre più dinamica. Viene peraltro apprezzata la produzione di ingranditori macro, utilizzabili nella fotografia pubblicitaria e in quella per piccoli oggetti, come nelle ricerche archeologiche.

### Gli anni 2000 e la chiusura
Nei primi anni 2000 proseguì così la produzione di pantografi, sistemi elettronici di controllo e movimento per le luci, con una serie di nuovi brevetti registrati anche negli Stati Uniti. Nei cataloghi, sebbene la denominazione resti identica, era presente solo l'acronimo IFF.
La IFF, trasformata in s.r.l., proseguì l'attività di progettazione e realizzazione dei primi sistemi modulari, con 27 dipendenti che si occupavano anche di assistenza e riparazione per altri marchi del settore, ma nel 2003 cessò la propria attività. Nel 2004 l'azienda fu incorporata nella Manfrotto, cessando quindi di esistere formalmente.
La sede che si trovava a Calenzano, in via Vittorio Emanuele 32, è stata demolita dopo la cessazione dell'attività, e sostituita da altri edifici.

## Marchio
Il marchio è mutato negli anni: dal 10 agosto del 1949  fu la stilizzazione di un faro illuminatore puntato verso l'alto, che attraversava le lettere iff in caratteri minuscoli corsivi. Successivamente, fu costituito dalle lettere maiuscole IFF (in colore giallo, rosso e blu, in visione prospettica). Sopra, tre figure semilineari parallele al terreno, gialla, rossa e blu. Nell'ultimo periodo, fu una figura costituita dalla lettera I maiuscola, attorniata da due quadrati di diverso colore (giallo e blu), e sovrastante un altro quadrato rosso. Accanto a tale quadrato, a sinistra e a destra, le lettere F in direzione opposta. È oggi un marchio di proprietà di terzi.
Il marchio completo Industria Fototecnica Firenze è stato dismesso. L'acronimo IFF fu invece ancora utilizzato per qualche tempo dalla Manfrotto Trading di Milano, per la produzione di duplicatori e riproduttori per sistemi digitali, che permettevano di "microfilmare", riprodurre e duplicare documenti e foto. 
L'acronimo IFF è stato successivamente oggetto di una serie di cessioni ed utilizzi nel comparto dei pantografi, sistemi di controllo e carrelli per illuminazione industriale e di produzione televisiva. Venduto dalla Manfrotto al gruppo QuartzColor, è stato quindi successivamente ceduto al gruppo Cosmolight.